# Polonia w Chile
Polonia w Chile – liczy obecnie około 3000 osób, w większości są to osoby osiadłe w tym kraju po zakończeniu II wojny światowej lub ich potomkowie. W Chile działa Polska Misja Katolicka, Zjednoczenie Polskie w Chile im. Ignacego Domeyki oraz Klub Małego Polaka.
W 1952 spis ludności wykazał 1691 osób pochodzenia polskiego, a w 1969 Olgierd Budrewicz podał liczbę 1000-1500 osób, z czego 70% zamieszkiwało w Santiago de Chile, stolicy państwa.
Kluczową rolę w historii Chile odegrał polski uczony Ignacy Domeyko, do dziś uważany w tym kraju za bohatera narodowego. W dziejach Chile zapisali się też jego potomkowie (m.in. Anita Domeyko Alamos) oraz ksiądz Michał Poradowski – jeden z doradców i bliskich współpracowników prezydenta Augusto Pinocheta. Według spisu powszechnego z 2002 roku w Chile zamieszkiwało 480 osób urodzonych w Polsce.